# Olga Kurkulina
Olga Kurkulina (pronuncia ebraico: /ˈʃאולגה קורקולינה/; Uzbekistan, 18 maggio 1971) è un'attrice, culturista ed ex altista israeliana.

## Biografia
Nasce in Uzbekistan, all'epoca parte dell'Unione Sovietica. Dopo alcuni anni si trasferisce in Israele.

## Carriera

### Atleta
Dopo essere emigrata in Israele, gode di grande successo dal 1999 al 2004: nel 1999 batte il record israeliano del salto in alto con 1,82m, mentre nei campionati nazionali di atletica, vince due titoli nazionali nel salto in alto e nel lancio del peso nel 1999, altri due  nel 2001 e un altro, nell'alto, nel 2002. Nel 2001 vinse anche la medaglia d'oro ne getto del peso alle Maccabiadi del 2001. Ottenne buoni risultati anche in altre discipline come il giavellotto, il lancio del martello e l'eptathlon.

### Attrice
Viene scelta per la parte di "Mother Russia" nel sequel Kick-Ass 2, di Jeff Wadlow.

## Vita privata
È sposata e ha due figli, Anna e Danila.

## Record personali
- Salto in alto outdoor: 1,87 m ( Kinneret, 2 febbraio 2002)[3]
- Salto in alto indoor: 1,82 m ( Mosca, 19 febbraio 1999)[3]
- Lancio del peso: 13.25 m ( Tel Aviv, 9 giugno 2001)[4]
- Giavellotto: 33.48 m ( Tel Aviv, 19 giugno 1999)[5]
- Lancio del Martello: 26.24 m ( Tel Aviv, 5 maggio 2001)[6]
- Eptathlon: 4356 Punti ( Tel Aviv, 25-26 aprile 1999)[7]

## Filmografia

### Cinema
- Kick-Ass 2, regia di Jeff Wadlow (2013)
- Silent Times (2017)
- The CruciFire (post-produzione) (2017)